# Direction de la langue française
La Direction de la langue française, anciennement appelé Service de la langue française, a été créé en 1985 au sein du ministère de la Communauté française de Belgique. Il est chargé de coordonner les activités des organismes publics ou privés qui concourent à la promotion de la langue française.